# Cecropia palmata
Cecropia palmata är en nässelväxtart som beskrevs av Carl Ludwig von Willdenow. Cecropia palmata ingår i släktet Cecropia och familjen nässelväxter. Inga underarter finns listade i Catalogue of Life.